# Sant Ramon
|  | Per a altres significats, vegeu «Sant Ramon (desambiguació)». |

Sant Ramon és un municipi de la comarca de la Segarra. També rep el nom de l'Escorial de la Segarra. El poble i el municipi es crearen el 1940 de la fusió dels antics municipis de la Manresana i de Portell. El municipi de la Manresana englobava tres entitats de població: la Manresana, Gospí i Mont-ros, aquesta última actualment deshabitada. El municipi de Portell, englobava tres altres entitats de població: Portell, Viver i el barri de Sant Ramon, aquesta última situada dins el terme de Portell, al límit amb el de la Manresana, poble amb el qual formava pràcticament una conurbació. Amb la fusió dels antics municipis, la Manresana desaparegué com a poble, passant a ser juntament amb el barri de Sant Ramon, l'actual poble de Sant Ramon. Tot i això, actualment el poble encara conserva dues esglésies: l'església de Sant Jaume de la Manresana i la del convent de Sant Ramon de Portell i dos cementiris: el cementiri de la Manresana i, el cementiri de Sant Ramon.
| Entitat de població | Habitants (2024) |
| Sant Ramon          | 354              |
| Portell             | 80               |
| Gospí               | 37               |
| Viver de Segarra    | 24               |
| Font: Idescat       |                  |

## Geografia
- Llista de topònims de Sant Ramon (Orografia: muntanyes, serres, indrets..; hidrografia: rius, fonts...; edificis: cases, masies, esglésies, etc)

## Demografia
| 1497 f | 1515 f | 1553 f | 1717 | 1787 | 1857  | 1877  | 1887  | 1900  | 1910  |
| ------ | ------ | ------ | ---- | ---- | ----- | ----- | ----- | ----- | ----- |
| 30     | 35     | 45     | 244  | 287  | 1.161 | 1.131 | 1.227 | 1.113 | 1.117 |

| 1920  | 1930  | 1940 | 1950 | 1960 | 1970 | 1981 | 1990 | 1992 | 1994 |
| ----- | ----- | ---- | ---- | ---- | ---- | ---- | ---- | ---- | ---- |
| 1.033 | 1.028 | 977  | 962  | 828  | 700  | 647  | 589  | 557  | 557  |

| 1996 | 1998 | 2000 | 2002 | 2004 | 2006 | 2008 | 2010 | 2012 | 2014 |
| ---- | ---- | ---- | ---- | ---- | ---- | ---- | ---- | ---- | ---- |
| 560  | 554  | 556  | 564  | 560  | 565  | 549  | 569  | 541  | 496  |

| 2016 | 2018 | 2020 | 2022 | 2024 | 2026 | 2028 | 2030 | 2032 | 2034 |
| ---- | ---- | ---- | ---- | ---- | ---- | ---- | ---- | ---- | ---- |
| 509  | 495  | 487  | 480  | 495  | -    | -    | -    | -    | -    |

## Personatges cèlebres
Ferran Roig Villalta (1906-1936), aviador militar nascut el 5 d'abril de 1906 a La Manresana, a la casa coneguda com a Cal Melitó. Després de ser destinat a Tetuan el 1930, en esclatar la guerra civil es trobava a Barcelona i va participar en accions a la mateixa ciutat, després va passar a estar destinat a Aragó i posteriorment a Albacete, per acabar a Madrid.
Va morir en el setge de Madrid en ser abatut a Alcalá de Henares per les tropes feixistes el 16 de novembre del 1936. Fou ascendit a capità pòstumament el 31 de gener del 1938.

## Política
Convergència i Unió ha guanyat totes les eleccions municipals des de l'any 1987, ostentant l'alcaldia des d'aleshores.

### Resultats electorals
| Composició del ple municipal |      |      |      |      |      |      |      |      |      |      |      |      |  |
| Partit                       | 1979 | 1983 | 1987 | 1991 | 1995 | 1999 | 2003 | 2007 | 2011 | 2015 | 2019 | 2023 |  |
| CiU/JxCat                    |      | 3    | 7    | 5    | 7    | 5    | 4    | 4    | 5    | 6    | 5    | 5    |  |
| ERC - AM                     |      |      |      |      |      |      | 0    | 2    |      |      | 2    | 1    |  |
| CC-UCD / AP - PDP - UL / PP  | 7    | 4    |      | 2    |      | 2    |      |      | 2    | 1    |      |      |  |
| PSC - CP                     |      |      |      |      |      |      |      |      |      | 0    |      | 1    |  |
| InSe                         |      |      |      |      |      |      | 1    | 1    |      |      |      |      |  |
| AIPN                         |      |      |      |      |      |      | 2    |      |      |      |      |      |  |
| Total                        | 7    | 7    | 7    | 7    | 7    | 7    | 7    | 7    | 7    | 7    | 7    | 7    |  |

## Llocs d'interès
- Convent de Sant Ramon de Portell, conjunt exemple de barroc religiós dels segles XVII i XVIII.
- Museu d'Exvots, a l'avinguda del Santuari,28.[2]
- Església de Santa Maria de Viver a Viver de Segarra
- Sant Martí de Gospí
- Sant Cosme i Sant Damià de Gospí